# 牆嵃
牆嵃（?—?），贵州開陽人，清朝政治人物。同進士出身。
乾隆二十二年（1757年）丁丑科進士，三甲一百六十九名，官四川奉節知縣。